# Sant Joan de Matadepera
Sant Joan de Matadepera és l'església parroquial de Matadepera (Vallès Occidental) inclosa en l'Inventari del Patrimoni Arquitectònic de Catalunya.

## Descripció
L'església de Sant Joan és un edifici neogòtic amb teulada a dues vessants. Està situada a la cantonada formada pel carrer de Sant Joan i la Plaça de Jaume Torras. La façana d'accés té porta d'arc ogival d'inspiració gòtica, amb timpà decorat amb relleus florals i l'anagrama "JHS". A la part superior hi ha una rosada calada. El coronament és a dues vessants, amb arquets ornamentals ogivals sostinguts per petites carteles florals.

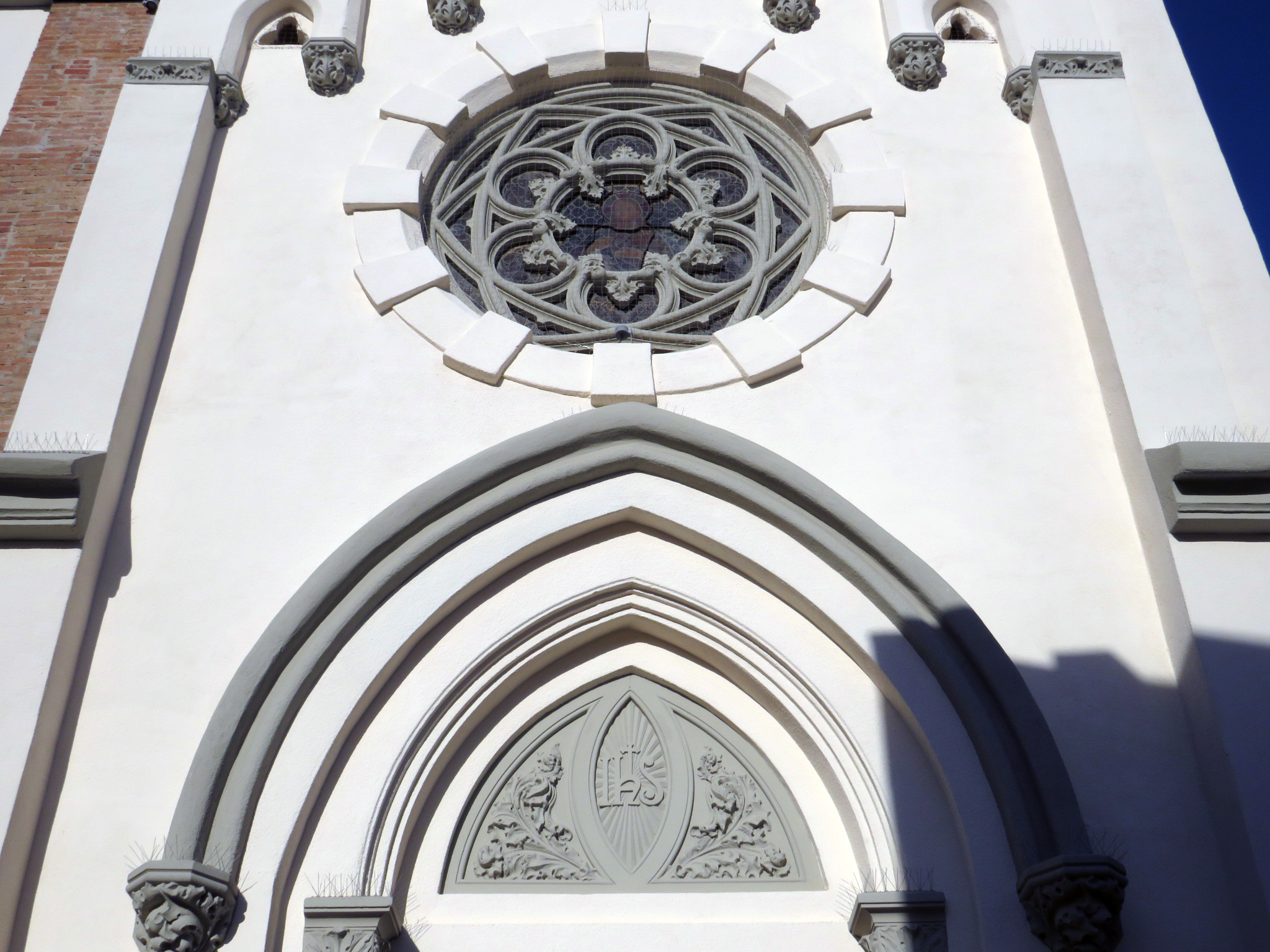
Rosassa i timpà

El campanar, situat a la banda esquerra de la façana, presenta planta quadrada i està format per tres cossos separats per cornises. El cos inferior és llis, el central té obertures circulars amb quadrifolis i el superior amb finestres ogivals. Els dos pisos superiors són de maó vist.

## Història
L'església parroquial de Sant Joan va ser bastida a inicis del segle XX en temps del rector Mossèn Jaume Torras. Va ser construïda per substituir a l'antiga església parroquial de Sant Joan Baptista, situada vora la masia de Can Roure i documentada des de l'any 1040.